# Neoserica kilimandscharoana
Neoserica kilimandscharoana är en skalbaggsart som beskrevs av Brenske 1901. Neoserica kilimandscharoana ingår i släktet Neoserica och familjen Melolonthidae. Inga underarter finns listade i Catalogue of Life.